# Муллігатавні
Муллігатавні (від слів  miḷagāy (тамільська மிளகாய் 'перець') чи miḷagu (மிளகு 'перець') та taṇṇi (தண்ணி, 'вода'), дослівно перекладається як «перчена вода») — традиційний тамільський суп, поширений у Південній Індії та Шрі Ланці. 

## Історія
Одна з небагатьох індійських страв, що поширилася в Європі під час Британської Індії. Вперше згадується у британських словниках у 1784 році.
Оригінальна версія супу була вегетарійською, проте в британці модифікували її, додавши м'ясо до рецепту.

## Приготування
Інгредієнти супу сильно варіюються у різних книгах рецептів. 
Автор кулінарної книги "Culinary Jottings" описує рецепт та його модифікації, що привнесені британцями. Потрібно взяти десертну ложку тамаринду, шість червоних чилі, шість зубчиків часнику, чайну ложку гірчичного насіння, чайну ложку насіння пажитника, дванадцять горошин чорного перцю, чайну ложку солі і шість листків карі. Перемішати все на пасту, додати пінту води і кипятить суміш протягом чверті години. Поки це відбувається, нарізати дві маленьких цибулини, покласти їх у жбан і смажити їх у десертній ложці масла гхі, доки вони не стануть золотистими. Потім перелити перчену воду у жбан, де варити суміш протягом п'яти хвилин, після чого суп готовий. Муллігатавні їдять з великою кількістю вареного рису чи їдять окремо. Англійці додали інші приправи, м'ясо курки, баранину та ін. Додають в суп борошно і масло.